# Frenulum labiorum pudendi

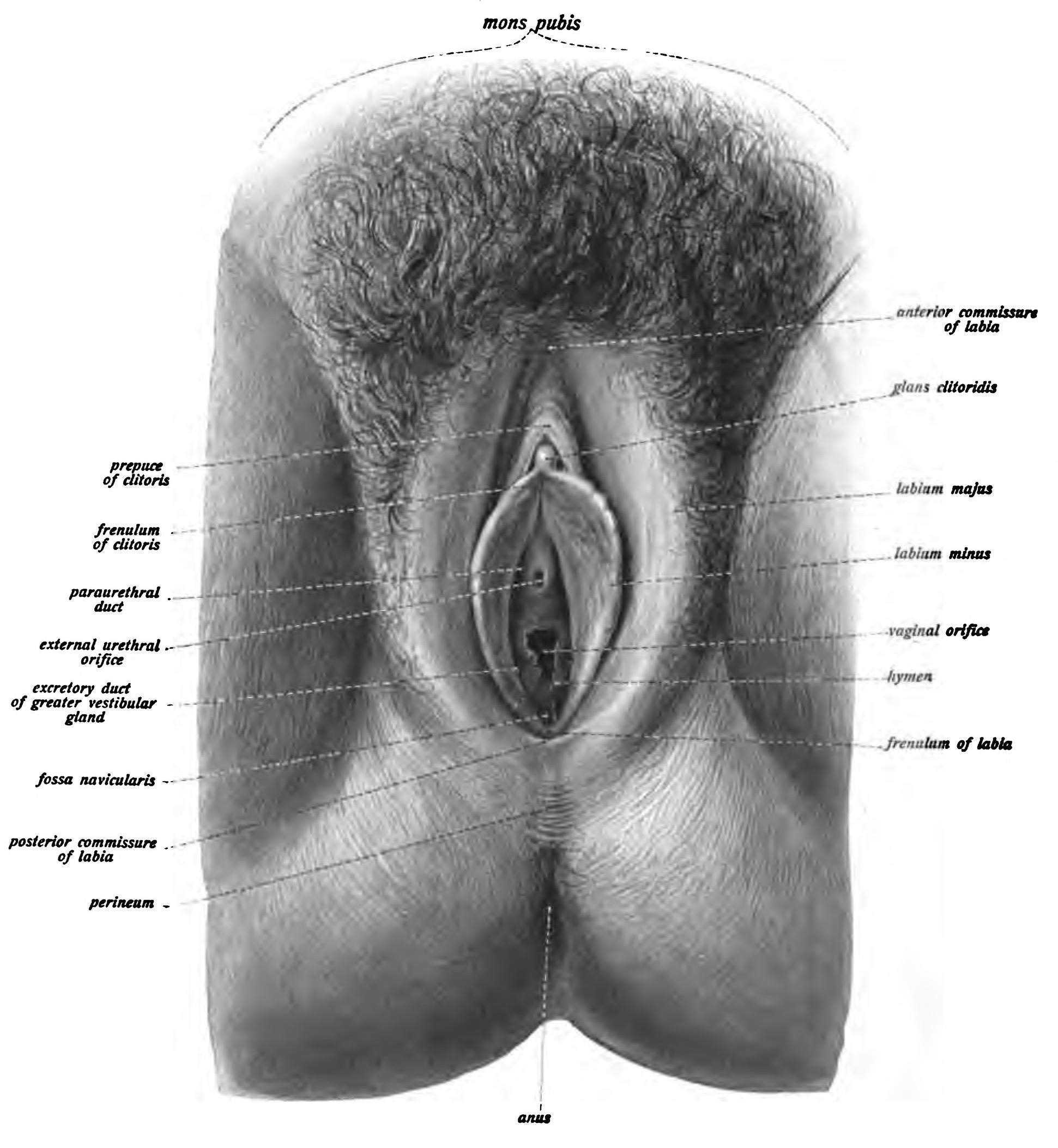
Frenulum labiorum pudendi in deze afbeelding uit 1906 frenulum of labia genoemd

Het frenulum labiorum pudendi is het punt waar de binnenste schaamlippen aan de achterzijde bij elkaar komen.